# Ontario Highway 401

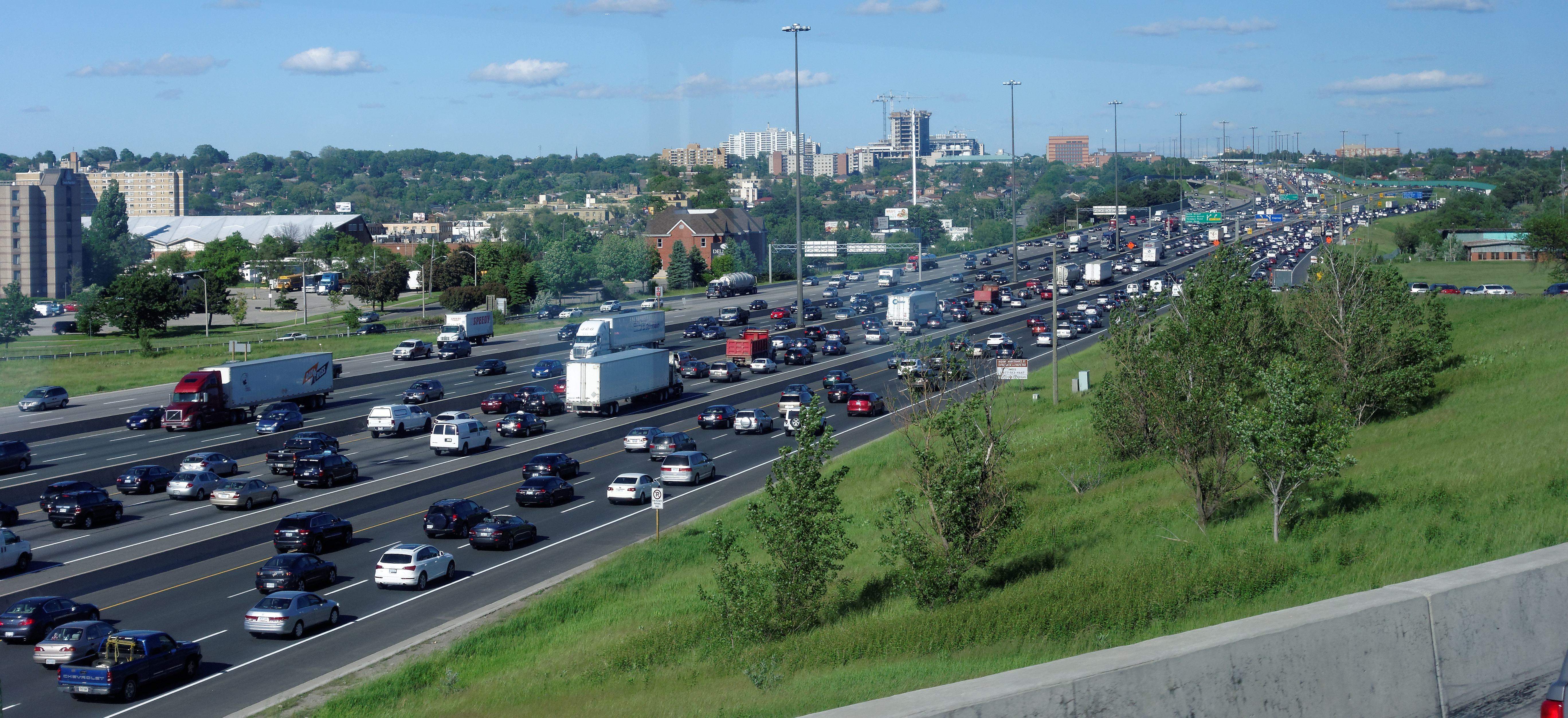
De Snelweg 401 ten oosten van de weg 400 in Toronto, een van de drukste segmenten van de weg.

King's Highway 401, ook wel Highway 401 genoemd en ook bekend onder zijn officiële naam Macdonald–Cartier Freeway of in spreektaal de the four-oh-one, is een snelweg in de Canadese provincie Ontario. Het is 828 kilometer (514,5 mijlen) lang van Windsor naar de grens met Quebec. Het deel van de snelweg dat door de stad Toronto loopt is de drukste snelweg ter wereld, en een van de breedste.
Samen met de Quebec Autoroute 20 vormt het de verkeersruggengraat van de Quebec-Windsor Corridor, waaraan meer dan de helft van de Canadese bevolking woont. Daarnaast is het een kernroute in het nationale snelwegenplan van Canada. De gehele route wordt onderhouden door het Ministerie van Transport van Ontario (MTO) en er wordt gepatrouilleerd door de provinciale politie van Ontario. De maximale snelheid is 100 km/u, tenzij het anders aangegeven staat.